# Macrovirus
Ne doit pas être confondu avec Virus géant.
Les macrovirus utilisent le langage de programmation d'un logiciel pour en altérer le fonctionnement. Ils s'attaquent principalement aux fichiers des utilisateurs.  
Leur expansion est due au fait qu'ils s'intègrent à des fichiers très échangés et que leur programmation est plus facile que celle des virus.

## Logiciels concernés

### Microsoft Office
Cette suite bureautique est à la fois la plus utilisée et la principale victime des macrovirus.
C'est du Visual Basic qui permet d'écrire ces macro-commandes pour Microsoft Word et Microsoft Excel.
Mais le logiciel n'exécute les macros contenues dans un document qu'après la confirmation de l'utilisateur.
Le 30 mai 2006, un proof of concept nommé par Kaspersky Virus.StarOffice.Stardust.a a été découvert ; il n'est pas considéré comme un véritable virus par le groupe responsable de la suite bureautique.

## Macro virus communs
- Melissa